# 7607 Billmerline
7607 Billmerline este un asteroid din centura principală de asteroizi.

## Descriere
7607 Billmerline este un asteroid din centura principală de asteroizi. A fost descoperit pe 18 septembrie 1995 la Kitt Peak National Observatory în cadrul proiectului Spacewatch. El prezintă o orbită caracterizată de o semiaxă mare de 2,78 ua, o excentricitate de 0,08 și o înclinație de 4,5° în raport cu ecliptica.